# 肠绒毛
腸絨毛（英語：Intestinal villus）是小腸內壁的指狀凸起物。人類腸絨毛的大小通常落在0.5－1.6毫米間。絨毛表面的柱狀上皮細胞上存在著更微小的凸起，稱為微絨毛（microvillus），而這些微絨毛共同形成了絨毛表面的紋緣（striated border）或刷狀緣（brush border）。就大小而言微絨毛小於絨毛，絨毛又遠小於環狀褶。
絨毛增加了小腸的表面積，使得小腸吸收效率得以提升。

## 結構

### 組織學

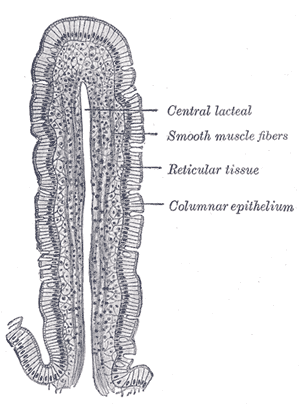
狗的腸絨毛縱切
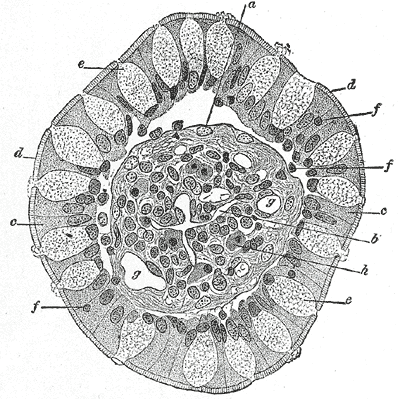
人類的腸絨毛橫切

腸上皮細胞（enterocyte）與杯狀細胞（goblet cell）為構成腸絨毛上皮的主要細胞。

## 功能
腸上皮細胞會分泌消化酶，絨毛上的表皮細胞便將分解後的胺基酸和碳水化合物從小腸腔內運送至微血管中，將乳糜微粒運送至乳糜管中。被吸收的營養物質將進入血管中並隨血液流動被運送至身體的其他器官去製造如蛋白質等身體必需的複雜化合物。
絨毛的厚度僅僅只有一個細胞厚，這種特化的結構減短了營養物質的滲透路徑長度。絨毛與微絨毛更分別增加了小腸表面積的30倍及600倍，這些都相當幅度的提升了營養吸收的效率。為了維持小腸腔與絨毛間足夠的濃度梯度，絨毛往往有豐富的血液供應。

## 圖片

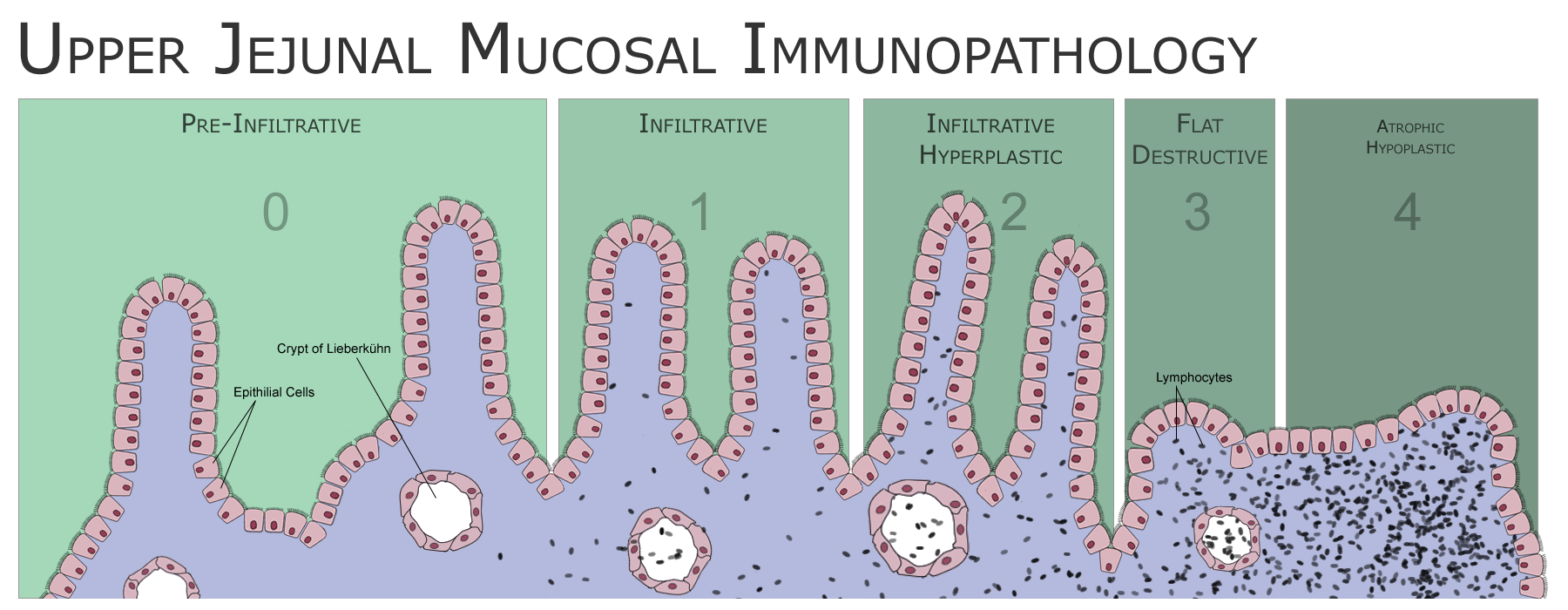
乳糜瀉的不同階段
腸絨毛的結構